# نانسی پرایس
نانسی پرایس (انگلیسی: Nancy Price; ۳ فوریهٔ ۱۸۸۰ – ۳۱ مارس ۱۹۷۰) هنرپیشه، پدیدآور و کارگردان نمایش اهل بریتانیا بود. او حرفه بازیگری را ابتدا در فیلم‌های صامت آغاز کرد و در نهایت کارهای تلویزیونی انجام داد.
نانسی در سال ۱۹۵۰ جایزه نشان امپراتوری بریتانیا را بابت خدمات روی صحنه دریافت کرد.